# Erislandy Lara
Erislandy Lara Santoya (* 11. April 1983 in Guantánamo) ist ein kubanischer Boxer und aktueller WBA-Weltmeister im Mittelgewicht. Er wird vom Ring Magazine auf Platz 3 der Weltrangliste geführt.

## Amateurkarriere
Lara bestritt laut eigener Aussage rund 320 Amateurkämpfe. Er wurde 2005, 2006 und 2007 jeweils Kubanischer Meister im Weltergewicht, gewann die Panamerikameisterschaft 2005 in Teresópolis sowie die Zentralamerika- und Karibikspiele 2006 in Cartagena. Sein größter Erfolg war der Gewinn der Weltmeisterschaft 2005 in Mianyang, wobei er Serhij Derewjantschenko, Vijender Kumar, Andrei Balanow, Boyd Melson, Baqtijar Artajew und Mahamed Nurudsinau besiegen konnte.
2007 gewann er das Qualifikationsturnier in Barquisimeto zur Teilnahme an den Panamerikanischen Spielen 2007 in Rio de Janeiro.

## Flucht aus Kuba
Lara versuchte sich während der Panamerikanischen Spiele 2007, zusammen mit seinem Teamkollegen Guillermo Rigondeaux, von der kubanischen Mannschaft abzusetzen und das Land zu verlassen. Die beiden Boxer wurden jedoch von den brasilianischen Behörden wegen Überschreitung ihres Visums im nahen Küstenort Cabo Frio verhaftet und nach Kuba abgeschoben, wo beide aus der Nationalmannschaft ausgemustert wurden. 2008 gelang Lara schließlich in einer nächtlichen Aktion die Ausreise aus Kuba mittels eines Schnellbootes, welches ihn und weitere Auswanderer in das mexikanische Cancún brachte. Mit Hilfe eines Mitarbeiters des deutschen Box-Promoters Ahmet Öner gelangte Lara nach Mexiko-Stadt und flog von dort aus nach Hamburg in Deutschland.
2009 zog er in die Vereinigten Staaten und erhielt im Februar 2017 die US-Staatsbürgerschaft.

## Profikarriere
Nachdem er 2008 jeweils einen Kampf in der Türkei und in Deutschland bestritten hatte, wechselte er 2009 in die USA, wurde von Golden Boy Promotions promotet und unter anderem von Ronnie Shields trainiert. Nach 15 Siegen in Folge boxte er im März 2011 ein Unentschieden gegen Carlos Molina. In seinem nächsten Kampf im Juni 2011 verlor er dann nach Punkten gegen Paul Williams. Der umstrittene Kampfausgang führte zur anschließenden Suspendierung aller drei Punktrichter durch das New Jersey State Athletic Control Board.
In seinen nächsten beiden Kämpfen siegte er dann gegen Ronald Hearns und Freddy Hernández, ehe sein Aufeinandertreffen mit Vanes Martirosyan im November 2012 mit einem Technischen Unentschieden endete. Nach einem unbeabsichtigten Zusammenstoß mit den Köpfen, bei dem sich eine Cutverletzung über dem linken Auge bei Martirosyan geöffnet hatte, wurde der Kampf beendet und die Punktezettel ausgewertet, auf denen es zu diesem Zeitpunkt Unentschieden stand.
Am 8. Juni 2013 siegte er durch TKO gegen Alfredo Angulo und wurde dadurch WBA-Interimsweltmeister im Halbmittelgewicht, wobei er den Status im Dezember 2013 einstimmig gegen Austin Trout verteidigte. Am 13. März 2014 wurde er dann zum regulären WBA-Weltmeister ernannt. Am 12. Juli 2014 boxte er gegen den Mexikaner Saúl Álvarez und verlor dabei knapp durch geteilte Punktentscheidung. Sein WBA-Titel stand jedoch nicht auf dem Spiel, da der Kampf einen Pfund über dem Halbmittelgewichtslimit ausgetragen wurde.
Seinen WBA-Titel verteidigte er im Dezember 2014 gegen Ishe Smith und gewann im Juni 2015 mit einem Sieg gegen Delvin Rodriguez zusätzlich den vakanten IBO-Weltmeistertitel.
Im Anschluss konnte er seine beiden WM-Titel jeweils gegen Dejan Zavec, Vanes Martirosyan, Yuri Foreman sowie Terrell Gausha verteidigen und war im Juni 2016 von der WBA zum „Super World Champion“ aufgewertet worden.
Am 7. April 2018 verlor er in einer Titel-Vereinigung gegen den IBF-Weltmeister Jarrett Hurd knapp durch geteilte Punktentscheidung, ausschlaggebend dafür war ein Niederschlag Lara’s in der zwölften Runde. Das schlagstarke Duell wurde später zum „ESPN Kampf des Jahres“ gewählt. Lara war bis dahin der am längsten amtierende Träger eines WM-Titels im Halbmittelgewicht. Seinen nächsten Kampf bestritt Lara erst am 2. März 2019 gegen Brian Castaño um den regulären WBA-Weltmeistertitel im Halbmittelgewicht, der mit einem Unentschieden endete.
Nachdem Castaño den Titel im Juni 2019 niedergelegt hatte, konnte Lara am 31. August 2019 erneut um den regulären und vakanten WBA-Weltmeistertitel im Halbmittelgewicht boxen und siegte dabei durch K.o. in der zweiten Runde gegen Ramón Álvarez, einen Bruder seines ehemaligen Gegners Saúl Álvarez. Mit einem folgenden Sieg gegen Greg Vendetti im August 2020 gewann Lara zudem erneut den IBO-Weltmeistertitel.
Im Anschluss stieg Lara in das Mittelgewicht auf und siegte am 1. Mai 2021 durch K.o. in der ersten Runde gegen Thomas LaManna, wodurch er den vakanten und regulären WBA-Weltmeistertitel gewann. Im Mai 2022 verteidigte er den Titel durch TKO gegen Gary O’Sullivan und im März 2024 in einer Pflichttitelverteidigung durch K.o. in der zweiten Runde gegen Michael Zerafa. Mit einem Alter von fast 41 Jahren war er der zu diesem Zeitpunkt älteste aktive Boxweltmeister. Am 14. September 2024 siegte er vorzeitig gegen Danny García.